# Ларина (Курганская область)
Ларина — деревня в Далматовском районе Курганской области. Входит в состав Кривского сельсовета.

## История
До 1917 года входила в состав Ольховской волости Шадринского уезда Пермской губернии. По данным на 1926 год состояла из 133 хозяйств. В административном отношении входила в состав Больше-Беркутского сельсовета Ольховского района Шадринского округа Уральской области.

## Население
| 1989 | 2002 | 2010 |
| ---- | ---- | ---- |
| 5    | ↘4   | ↘0   |

По данным переписи 1926 года в деревне проживало 555 человек (245 мужчин и 310 женщин), в том числе: русские составляли 100 % населения.